# DF1 (2024)
DF1 ist ein 2024 gestarteter deutscher privater Fernsehsender mit Sitz in Unterföhring in der Nähe von München. Er steht in keiner Verbindung zu der gleichnamigen Pay-TV-Plattform, die von 1996 bis 1999 bestand und in Premiere World aufging.

## Programminhalte
Inhalte des österreichischen Senders ServusTV werden für das Programm lizenziert bzw. übernommen, z. B. die Formate „Bergwelten“ und „Heimatleuchten“. Ergänzt werden die Inhalte durch Eigenproduktionen im Bereich Entertainment, Nachrichten und Sport. In Kooperation mit DAZN und der Telekom werden Free-TV-Ausstrahlungen einzelner Inhalte der Sport-Streaming-Dienste geboten.
Seit dem 5. Oktober 2024 zeigt DF1 im Rahmen der DF1 Filmzeit und in Kooperation mit wedotv jeden Samstag um 20:15 Uhr zwei Spielfilme.

### Sportprogramm
(Quelle: )
American Football
- GFL Bowl 2024
- Spiele der deutschen Football-Nationalmannschaft
- United Football League

Darts
- Professional Darts Corporation (PDC)

Eishockey
- Deutsche Eishockey Liga (Top-Spiel)

Fußball
- UEFA Champions League (Pro Spieltag 1 Spiel Re-Live)
- UEFA Women’s Champions League
- Serie A – dienstags (Top-Spiel des aktuellen Spieltages Re-Live)
- Serie A – montags (Highlights)
- Frauen-Bundesliga
- 3. Liga – montags (Highlights)
- Ligue 1 – montags (Highlights)
- Saudi Professional League
- Cup der Öffentlichen Oldenburg
- Matthäi Cup Frankfurt
- Budenzauber Emsland

Handball
- EHF Champions League
- EHF European League

Motorsport
- FIA-Formel-E-Weltmeisterschaft
- MotoGP

Segeln
- Louis Vuitton 37th America's Cup

Tennis
- ATP Tour
- WTA Tour
- Davis Cup
- Hamburg Open

## Verbreitung
DF1 übernahm größtenteils die Übertragungswege des eingestellten Senders ServusTV Deutschland. Dazu gehören neben der Satelliten- und Kabelverbreitung auch IPTV und die von ServusTV übernommenen Sendeplätze bei OTT-Plattformen. Die Ausstrahlung von DF1 erfolgt auf der eigenen Website und über ASTRA in HD unverschlüsselt. Die Ausstrahlung von DF1 SD wurde am 31. Dezember 2024 eingestellt. Seit Januar 2025 ist DF1 ausschließlich in HD zu empfangen.

## Kritik
Das Portal digitalfernsehen.de kritisierte, dass in der HD-Variante mehr Teleshopping ausgestrahlt wurde als bei der SD-Variante. In der SD-Variante liefen Dokus zu Sendezeiten, zu denen in der HD-Variante Teleshopping gesendet wurde.